# 龐多雷科勒尼
龐多雷科勒尼（英語：Pondera Colony）是位於美國蒙大拿州龐多雷縣的普查規定居民點。

## 人口
根據2020年美國人口普查的數據，龐多雷科勒尼的面積為0.61平方千米，皆為陸地。當地共有人口113人，而人口密度為每平方千米185.25人。